# Hanchinal(Inam), Bilgi
Hanchinal(Inam) là một làng thuộc tehsil Bilgi, huyện Bagalkot, bang Karnataka, Ấn Độ.